# Relations entre le Chili et la Palestine
Les relations entre le Chili et la Palestine désignent les liens, échanges, confrontations, collaborations et rencontres, d’ordre économique, diplomatique, et culturel, qu’ont entretenus hier et entretiennent aujourd’hui le Chili et la Palestine.
Les deux nations entretiennent des relations amicales, dont l'importance est centrée sur l'histoire de la migration palestinienne vers le Chili (en). Il y a une communauté d'environ 400 000 personnes d'origine palestinienne au Chili, ce qui fait du Chili la plus grande communauté palestinienne en dehors du Moyen-Orient.

## Historique
À la fin des années 1800, des palestiniens (initialement de jeunes hommes) commencent à arriver au Chili. Beaucoup échappent à la conscription dans l'armée ottomane. Au fil du temps, davantage de palestiniens arriverent au Chili et travaillerent dans diverses industries du pays, en particulier l'industrie textile. En 1947, le Chili s'abstient de voter lors du plan de partage des Nations unies pour la Palestine.
En 1990, l'Organisation de libération de la Palestine (OLP) établit un "Bureau d'information" à Santiago. En 1994, avec la formation de l'Autorité nationale palestinienne, le Bureau d'information change son appellation en "Bureau de représentation de la Palestine au Chili". En avril 1998, le Chili est le premier pays d'Amérique latine à ouvrir un bureau de représentation auprès de l'Autorité nationale palestinienne à Ramallah.
En janvier 2011, le Chili reconnaît la Palestine en tant que nation indépendante. Quelques mois plus tard, en mars 2011, le président chilien Sebastián Piñera effectue une visite en Palestine et se rend à Bethléem et dans la ville de Ramallah où il rencontre le président de l'Autorité nationale palestinienne, Mahmoud Abbas. Lors de sa visite, le président Piñera visite également et dépose une gerbe sur la tombe de Yasser Arafat. En mai 2018, le président Mahmoud Abbas effectue une visite au Chili. Lors de sa visite, le président Abbas et le président Piñera discutent de la solution à deux États au conflit israélo-palestinien.
En juin 2019, le président Piñera effectue une deuxième visite en Palestine et se rend à Jérusalem-Est, Bethléem et Ramallah où il rencontre de nouveau Mahmoud Abbas.

## Visites diplomatiques

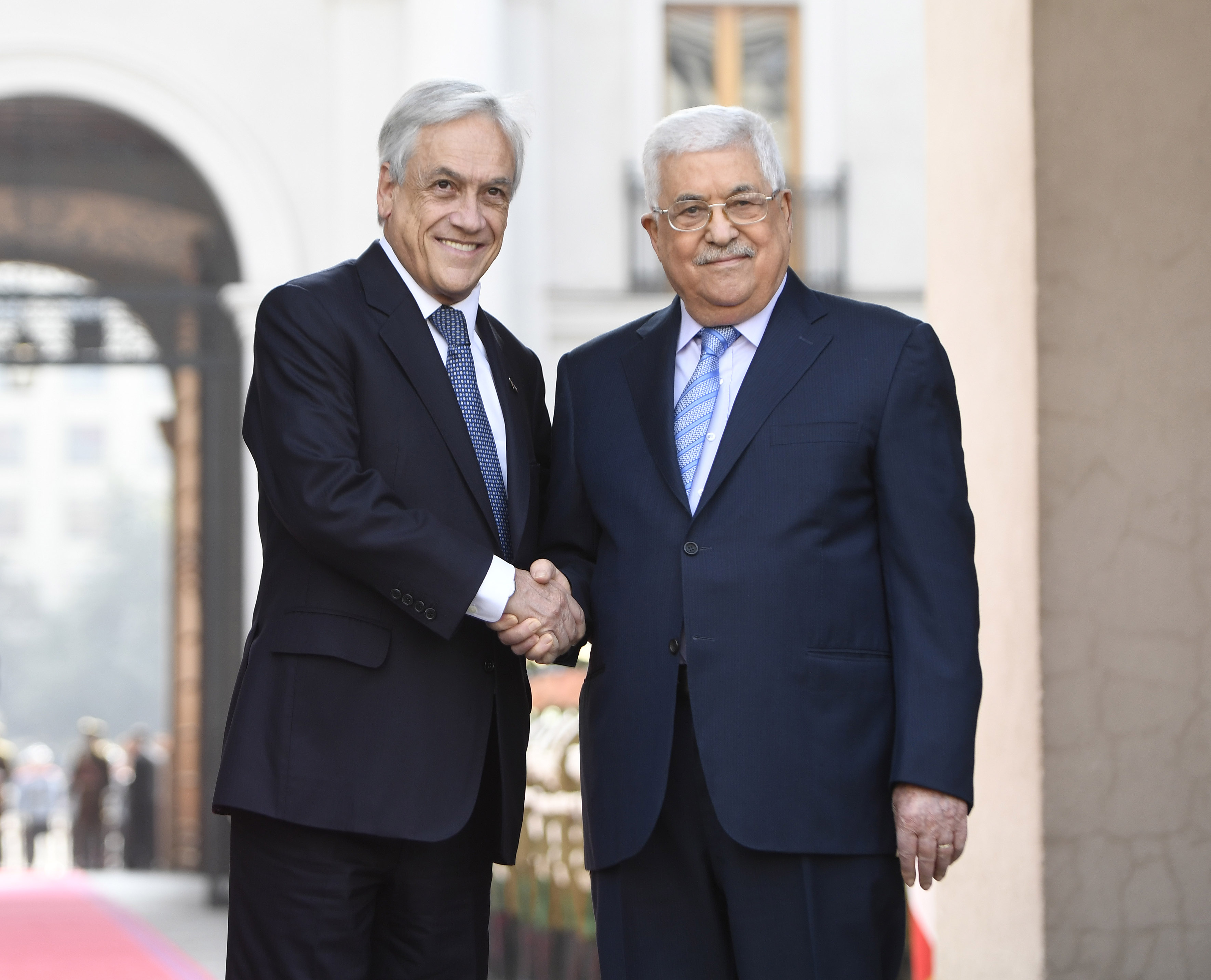
Le président chilien Sebastián Piñera et le président Mahmoud Abbas à Santiago, en mai 2018.

Visites diplomatiques du Chili en Palestine
- Président Sebastián Piñera (2011, 2019)
- Vice-ministre des Affaires étrangères Edgardo Riveros (2014)

Visites diplomatiques de la Palestine au Chile
- Vice-ministre des Affaires sociales Anwar Hamam (2015)
- Vice-ministre des Affaires étrangères Tayser Farahat (2017)
- Président de l'Autorité nationale palestinienne Mahmoud Abbas (2018)

## Accords bilatéraux
Les deux pays signent quelques accords tels que le protocole d'accord pour la coopération scientifique, technique, culturelle et éducative (1996); le mémorandum d'accord entre les ministères de la Santé du Chili et l'Autorité nationale palestinienne, concernant les questions de santé (2008); le mémorandum d'accord sur la coopération économique (2011); l'accord sur l'exemption de visa pour les titulaires de passeports diplomatiques et officiels (2016); et un protocole d'accord sur la coopération culturelle (2017).

## Missions diplomatiques résidentes
- Le Chili possède un bureau de représentation à Ramallah[9].
- La Palestine possède une ambassade à Santiago[10].

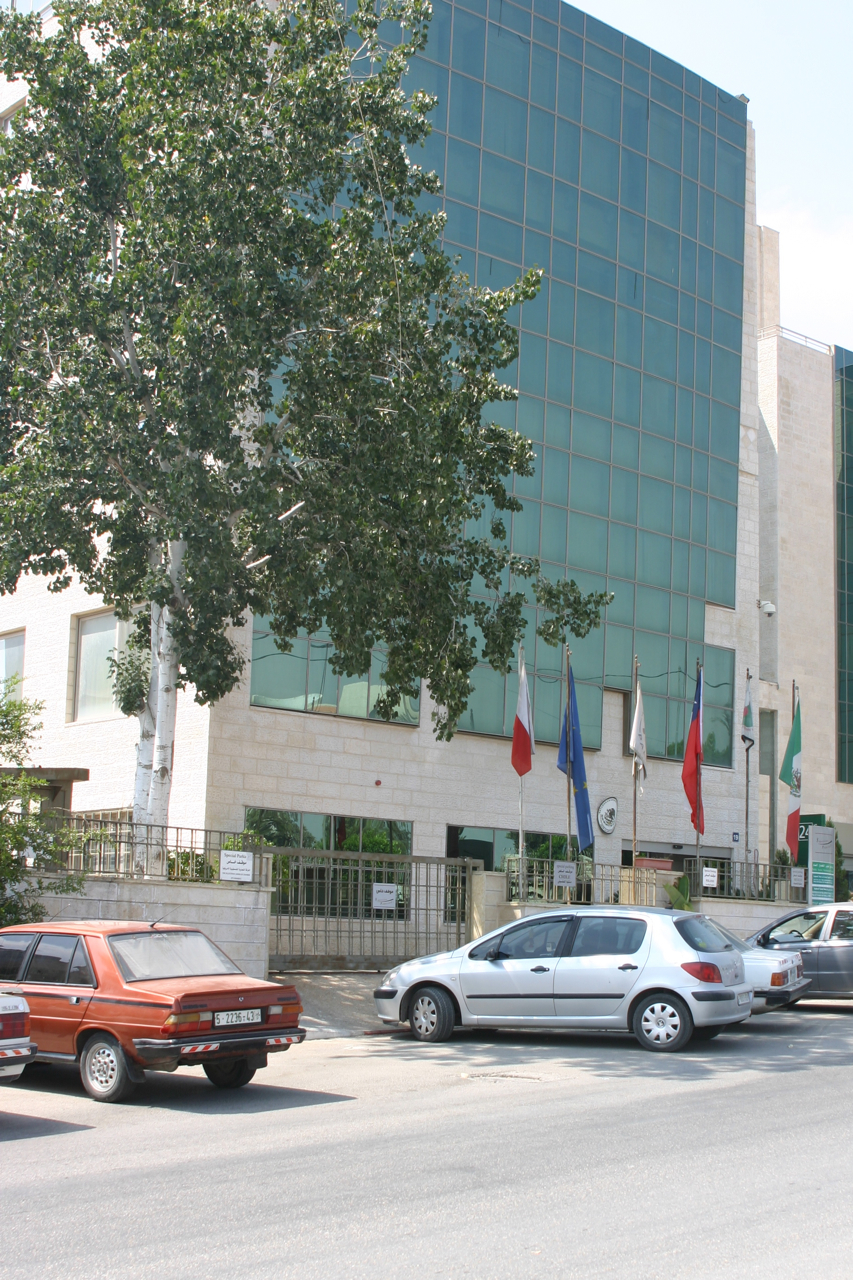
Bureau de représentation du Chili à Ramallah
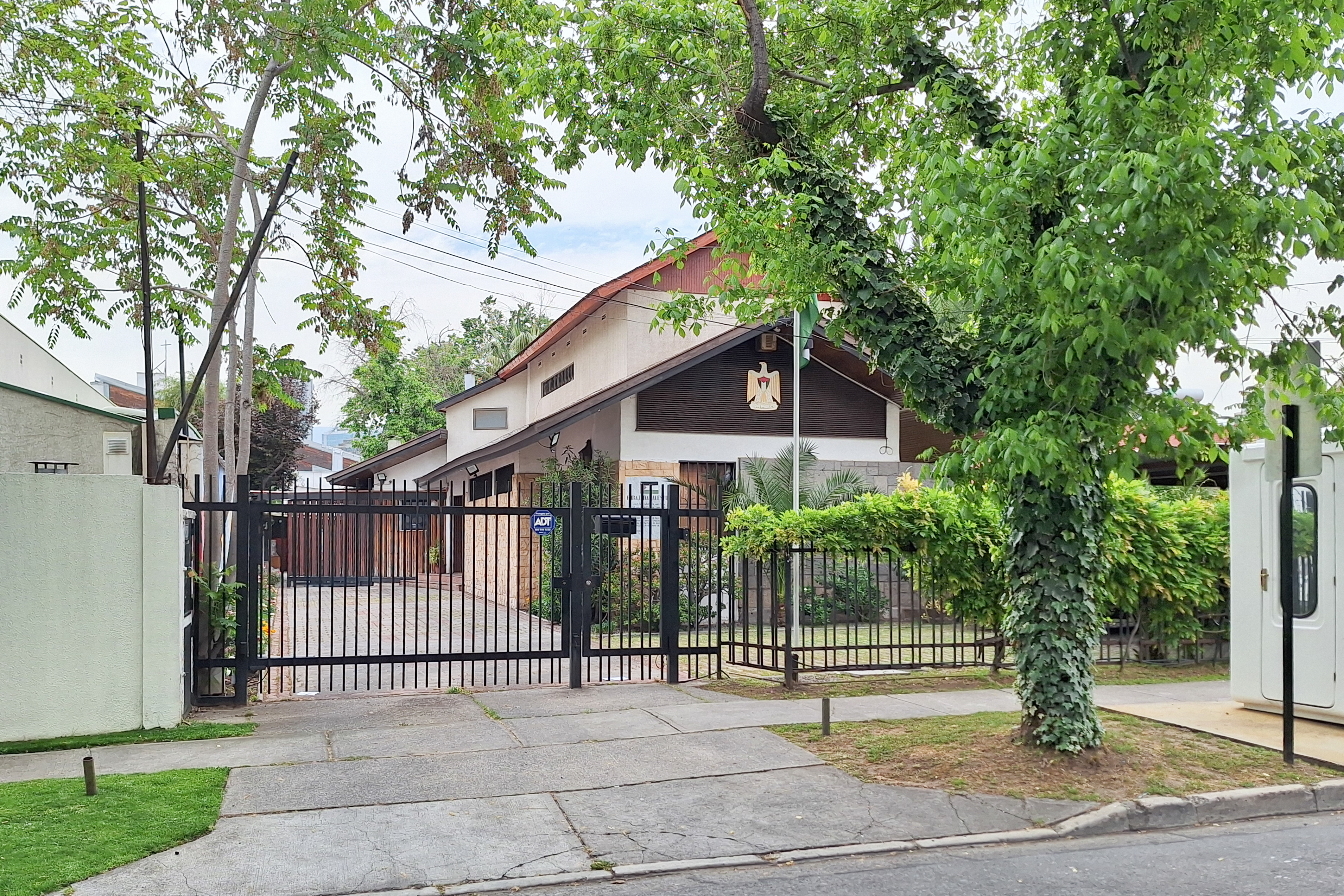
Ambassade du Palestine à Santiago du Chili